# Историко-археографический институт АН СССР
Исто́рико-археографи́ческий институ́т АН СССР — научно-исследовательское и издательское учреждение, созданное в 1931 году в Ленинграде на базе Археографической комиссии АН СССР..

## История

### Предпосылки к созданию
Ещё в 1834 году в Санкт-Петербурге при Департаменте народного просвещения была создана Археографическая комиссия, целью которой было собирание, описание и издание источников по отечественной истории. После Октябрьской революции 1917 года АК была передана в Российскую академию наук (с 1925 — Академия наук СССР) и в её структуре произошёл ряд преобразований. В 1926 году АК была объединена с Постоянной исторической комиссией АН и получила название — Историко-археографическая комиссия. Несмотря на то, что основной задачей ИАК была научно-публикаторская работа, к концу 1920-х годов в её деятельности всё больше места стала занимать научно-исследовательская работа, особенно в области вспомогательных исторических дисциплин. В марте 1929 года председатель ИАК С. Ф. Платонов отмечал, что она:
Постепенно превращается из учёной издательской организации, какою была прежде, в научно-исследовательский институт по русской археографии и источниковедению.
3 октября 1931 года на заседании группы историков, экономистов и социологов заместитель председателя ИАК С. Г. Томсинский высказал мнение о том, что нынешнее название не соответствует её работе, и предложил преобразовать комиссию в институт. Уже на следующий день оно было утверждено на заседании Отделения общественных наук АН СССР. ИАК было поручено разработать проект «Положения» будущего института. Относительно наименования будущего института у учёных изначально возникли разногласия. Предлагалось назвать его: «Институт публикации исторических источников», «Институт исторической документации», «Институт источниковедения» и др. В конечном итоге комиссия приняла предложение С. Г. Струмилина назвать институт Историко-археографическим, так как оно наилучшим образом отражало задачи института — «разыскание, анализ, подготовка к изданию источника».

### Формирование, структура и деятельность
24 ноября 1931 года заседании Отделения общественных наук АН СССР было утверждено название учреждения — «Историко-археографический институт», а 25 ноября состоялось Общее собрание Академии наук, которое утвердило его «Положение». В частности в нём отмечалось, что «институт имеет своей задачей собирание, систематизирование, обработку на основе марксистско-ленинской методологии и научное издание материалов по истории народов СССР». Также в обязанности Института входила разработка вспомогательных исторических дисциплин и подготовка специалистов. В результате реорганизации ИАИ в начале 1930-х годов стал ведущим центром по истории России и народов СССР в системе академических учреждений.
Изначально штат ИАИ состоял из 41 сотрудника, в числе которых: 16 штатных, 22 по договорам и 3 практиканта. Председателем (директором) Института являлся М. Н. Покровский, который занимал эту должность в ИАК. Его заместителем (также по ИАК) оставался С. Г. Томсинский (с 1933 — директор). Функции учёного секретаря выполнял Б. Д. Греков (после — заместитель директора). Старшие учёные специалисты — И. М. Троцкий и М. В. Джервис-Бродский. Научные сотрудники Института делились на разряды. К первому относились: П. А. Мухин, К. Н. Сербина, Р. Б. Мюллер, Г. Е. Кочин, А. П. Чулошников и А. Н. Васильев; ко второму: Н. В. Тимофеев, З. А. Хрящева, В. Ю. Рисберг и Н. Г. Павлова. В ИАИ работали также Н. П. Чулков (научный сотрудник), Р. И. Козинцева, Н. Г. Богданова, Н. Н. Семёнова, Б. Г. Плющевский, З. Н. Тимофеева, Е. Ф. Езерская, А. С. Булгаков, В. Г. Гейман, Н. С. Чаев, А. В. Пруссак, И. В. Мешалин, Н. И. Оршер и др.
Задачи, поставленные перед ИАИ, были существенно изменены по сравнению с ИАИ продолжил основные проекты своей предшественницы ИАК. Ими стали: история народов СССР, крепостная мануфактура в России, история торговли, история хозяйства и изучение трудов «буржуазных» историков. Институт занимался составлением хронологических таблиц по русской истории, ежегодников по библиографии исторических наук, словаря по истории технологий производства (совместно с ГАИМК), сборника арабских материалов по истории Восточной Европы, Кавказа и Средней Азии (совместно с ИВ АН СССР) и пр.
Основным направлением ИАИ с самого начала было изучение истории народов СССР. Значительный объём работ был направлен на исследование истории восточных народов, в основном «русского Востока», то есть народов в составе России (включая народы Кавказа и Крыма). Часть востоковедческих работ также была посвящена различным аспектам истории Китая, Кореи, Японии, Древнего Египта и пр. ИАИ занимался как переводом выявленных материалов, так и их изданием на местных языках. Сборники документов и материалов как правило предшествовали обзору источников, и далее уже писалась история народов. Этим занималась большая часть сотрудников.
Другим важным направлением ИАИ было изучение истории хозяйства и промышленности. Оно было тесно связано с изучением проблем социально-политической истории России. ИАИ также занимался подготовкой к изданию русских летописей и актов. В частности в нём велась работа над академическим изданием Русской Правды.
В дальнейшем в ИАИ появлялись новые направления. Усложнялась и структура Института. В нём были созданы отдельные секторы: по истории народов СССР, мануфактур и промышленного капитализма, феодализма, справочных изданий и археографический сектор. В Москве на правах филиала была учреждена специальная постоянная археографическая группа, которая вела работы в московских архивохранилищах.
ИАИ работал в контакте с Комакадемией, Государственной академией истории материальной культуры АН СССР, Институтом востоковедения АН СССР, Центрархивом СССР, Высшим советом народного хозяйства СССР (с 1932 — Народный комиссариат тяжёлой промышленности СССР), ЦК профсоюзов (в том числе с Советом Национальностей Верховного Совета СССР и Центральными исполнительными комитетами) и рядом научных центров республик и областей. Совместно с другими научными учреждениями страны Институт вёл научно-просветительскую работу и участвовал в популяризации исторической науки, в частности организовывая конференции и совещания по отдельным вопросам.
Основным печатным органом Института были «Труды Историко-археографического института». Всего было издано 18 томов, которые в соответствии с основными вопросами и характером работы подразделялись на выпуски, сборники и части.
В ИАИ приглашались специалисты для докладов и сообщений по плановой тематике и методам её реализации. Для подготовки молодых кадров Институт проводил научно-педагогическую работу с аспирантами и практикантами как из вузов Ленинграда, так и других городов СССР.
В 1935 году в ИАИ была проведена реорганизация, в результате чего его сфера деятельности значительно расширилась. Были созданы секторы по истории древнего мира (руководитель В. В. Струве), истории Запада в средние века и новое время (руководитель В. П. Волгин), истории СССР — эпоха феодализма, эпоха разложения феодализма и начального периода промышленного капитализма, истории народов СССР (руководитель Б. Д. Греков). На базе упразднённого в том же году Института книги, документа и письма был образован особый сектор вспомогательных исторических дисциплин.
В 1936 году на базе Историко-археографического института было создано Ленинградское отделение Института истории АН СССР, куда также влились упразднённые в то время Институт истории Ленинградского отделения Комакадемии и Институт книги, документа и письма АН СССР.

## Директора
- М. Н. Покровский (1931—1932)
- С. Г. Томсинский (1933—1934)
- В. П. Волгин (и. о., 1934—1935)
- Б. Д. Греков (1935—1936)